# 纽伦堡国家剧院

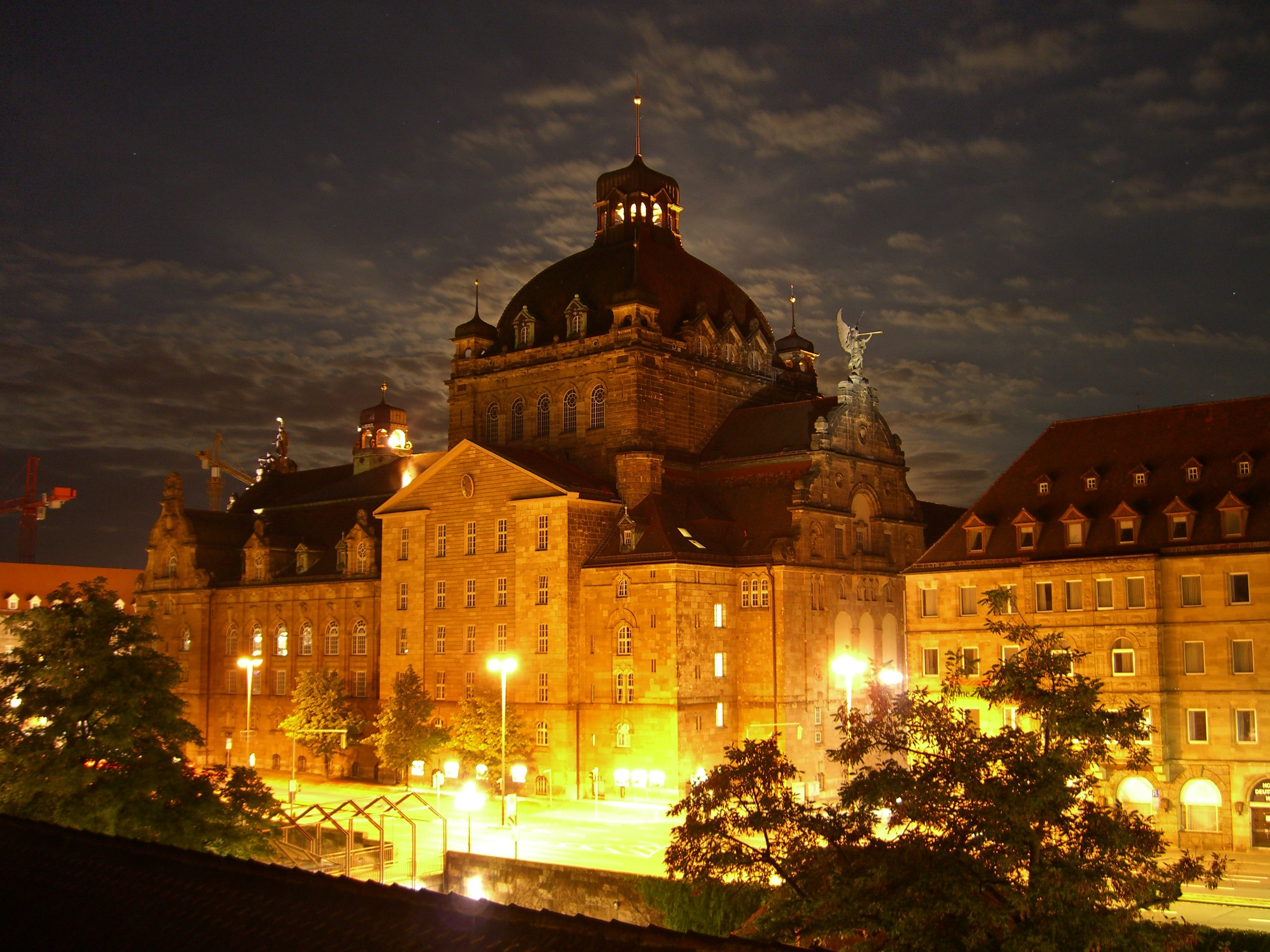
纽伦堡国家剧院

纽伦堡国家剧院（德語：Staatstheater Nürnberg）是德国纽伦堡的一座剧场建筑，德国最大的剧院之一，为纽伦堡歌剧院所在地，建于1903年-1905年，新艺术运动风格。由建筑师海因里希·泽林（Heinrich Seeling）设计。